# Будкевич Марія Яківна
Марія Яківна Будке́вич (справжнє ім'я — Ванда; нар. 1869, Бердичів — пом. 1943, Ленінград) — російська оперна співачка (лірико-колоратурне сопрано). Сестра співачки Елеонори Мелодист.

## Біографія
Народилася у 1869 році в місті Бердичеві (тепер Житомирська область, Україна) в родині військового диригента з Полтави, який проходив у місті військову службу. Згодом родина переїхала до польського міста Ченстохова, де дівчинка отримала освіту в пансіоні. Навчалась у Київському музичному училищі Російського музичного товариства (клас фортепіано й віолончелі). Вокальну освіту здобула у Камілло Еверарді.
У 1892—1893 роках співала в Київські російській опері (антреприза Йосипа Сєтова), в якій дебютувала партією Марґарити («Гуґеноти» Джакомо Мейєрбера). Пізніше співала у Москві (Товариство російських оперних артистів під керівництвом Миколи Унковського), в оперних театрах Харкова, Казані, Саратова, Вільно, У 1897–1898 — у Большому театрі в Москві, у 1898–1913 роках — Маріїнському театрі у Санкт-Петербурзі. Гастролювала у Празі (влітку 1900 року, у складі Товариства російських оперних артистів, організованого Марією Доліною), у Ризі (1903), Кисловодську (1904), Санкт-Петербурзі (театр «Олімпія», 1905). У 1909 році здійснила концертне турне по містам Сибіру разом з Йоакимом Тартаковим. 
Після закінчення співацької кар'єри займалась викладацькою діяльностю. Померла у 1943 році в блокадному Ленінграді.

## Творчість
Мала звучний, голос «сріблястого» тембру, з м'якою природною колоратурою та драматичним даром. Виконала партії:
- Антоніда, Людмила («Життя за царя», «Руслан і Людмила» Михайла Глінки);
- Ярославна («Князь Ігор» Олександра Бородіна);
- Тамара («Демон» Антона Рубінштейна);
- Марія («Мазепа» Петра Чайковського);
- Тетяна, Марфа («Царська наречена» Миколи Римського-Корсакова);
- Віолетта («Травіата» Джузеппе Верді);
- Джульєтта («Ромео і Джульєтта» Шарля Гуно);
- Маргарита («Фауст» Шарля Гуно).

Виступала в операх Ріхарда Вагнера («Тангейзер», «Валькірія», «Зигфрід», «Золото Рейну», «Загибель богів»).
Її партнерами по сцені були Федір Шаляпін, Олександр Брагін, Олександр Давидов, Лаврентий Донський, Іван Єршов, Дмитро Смірнов, Йоаким Тартаков. Співала під управлінням М. Алмазова, Едуарда Направника, Дж. Пагані, Йосипа Труффі.
Виступала і як камерна співачка. Виступала у симфонічних концертах, виконувала сольні партії у Реквіємі Вольфганга Амадея Моцарта (1907), у 9-й симфонії Людвіга ван Бетховена (з 1898 року; у 1901 році співала під керівництвом Василя Сафонова), у кантаті «Світезянка» Миколи Римського-Корсакова (1898). Виконувала українські народні пісні.
Записувалась на грамплатівки у Петербурзі («В. И. Ребиков», 1903; «Пате», 1903; «Граммофон», 1907).